# STS-51-I

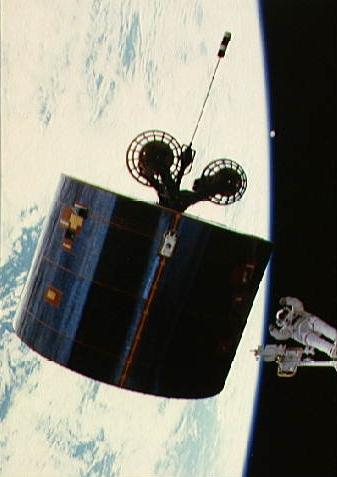

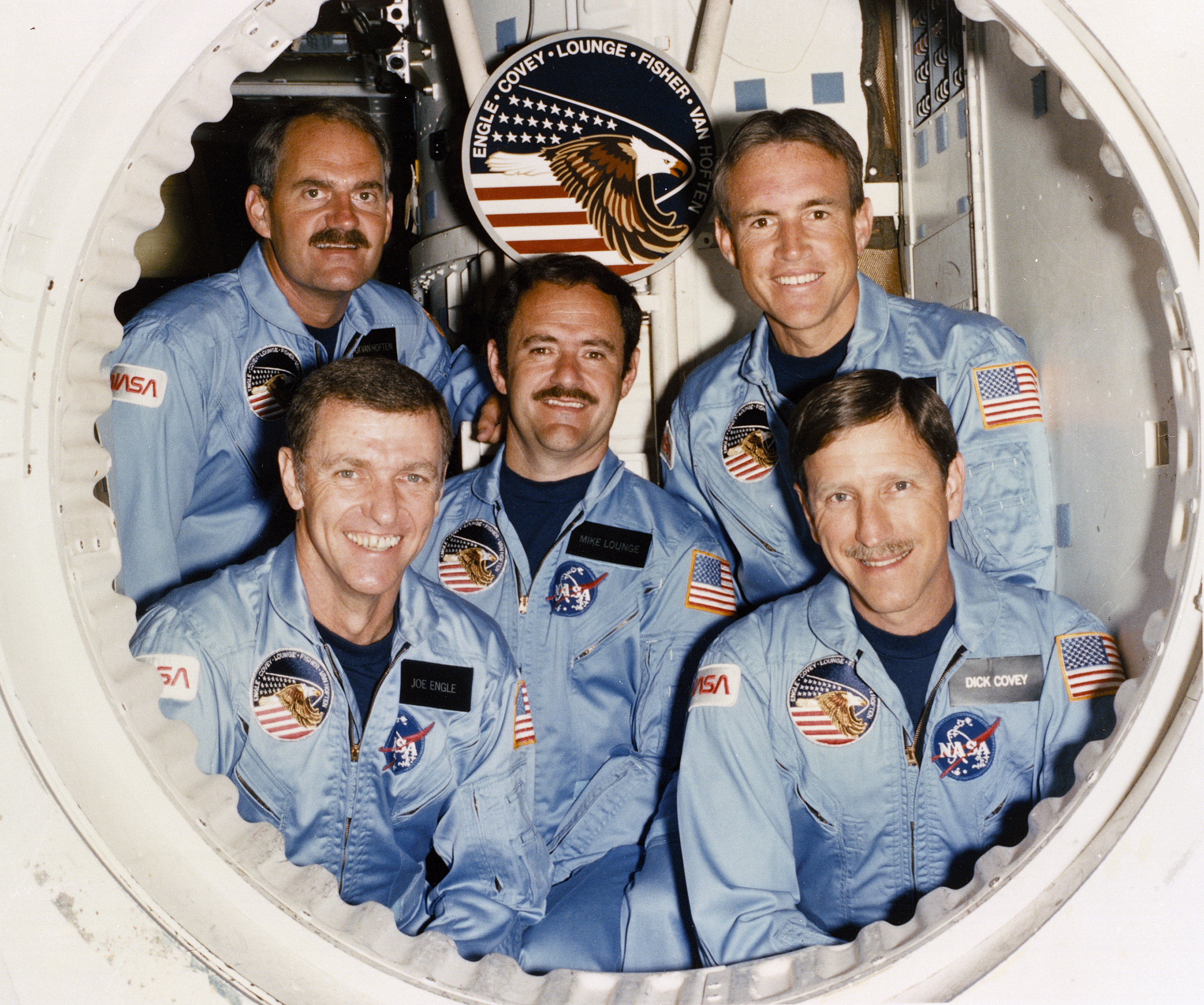
뒷줄: 제임스 D. A. 반 호프텐, 존 M. 라운지, 윌리엄 F. 피셔
앞줄: 조 H. 잉글, 리처드 O. 코비

STS-51-I는 NASA 우주왕복선 계획의 20번째 임무이자 디스커버리 우주왕복선의 6번째 비행이었다. 임무 동안 디스커버리호는 3개의 통신 위성을 궤도에 배치했다. 1985년 8월 27일 플로리다주 케네디 우주 센터에서 발사돼 1985년 9월 3일 캘리포니아주 에드워즈 공군기지에 착륙했다.